# Wishbone (álbum)
Wishbone es el cuarto álbum de estudio del cantautor estadounidense Conan Gray. Fue publicado el 15 de agosto de 2025 a través de Republic Records. Tras haber lanzado Found Heaven (2024) apenas un año antes, Gray trabajó en Wishbone de manera discreta durante dos años mientras se encontraba de gira para Found Heaven. Para promocionar el álbum, Gray tiene previsto realizar la gira The Wishbone Pajama Show en septiembre y octubre de 2025. El disco ha sido descrito principalmente como un trabajo de pop y pop rock, con influencias del pop de los años noventa y del rock alternativo.

## Antecedentes y lanzamiento
En 2024, Conan Gray lanzó su tercer álbum de estudio, Found Heaven, y emprendió su quinta gira como artista principal, Found Heaven On Tour. El 22 de mayo de 2025, Gray anunció su cuarto álbum, Wishbone, revelando que había estado trabajando lentamente en nueva música durante los dos años anteriores mientras se encontraba de gira. También habló sobre el proceso de escritura, afirmando que «antes de darme cuenta, estaba rodeado de un álbum» que inicialmente no había planeado lanzar.
El sencillo principal de Wishbone, titulado «This Song», fue publicado el 30 de mayo. Wishbone es el primer álbum cuyos derechos pertenecen a Gray. Para apoyarlo, Gray tiene previsto iniciar la gira The Wishbone Pajama Show en septiembre y octubre de 2025. El segundo sencillo, «Vodka Cranberry», que aparece como la tercera pista del álbum, fue publicado el 11 de julio de 2025.
El disco, compuesto por 12 canciones, marca el reencuentro de Gray con el productor Dan Nigro, a quien recurrió como productor ejecutivo. Además, colaboró con Ethan Gruska, Noah Conrad, Elvira Anderfjärd y Luka Kloser. Gray explicó que no existía un verdadero incentivo para grabar, que «simplemente lo hizo». Inicialmente mantuvo las canciones alejadas de sus amigos y de su discográfica, pero después comprendió que «necesitaba» esa música. También señaló que empezó a verse «en una imagen completa» con canciones que siempre había imaginado escribir, pero nunca lo había hecho. Definió el conjunto de temas como «una banda sonora escandalosamente de nicho para nuestras propias vidas en tiempo real».

## Música
Wishbone ha sido descrito principalmente como un álbum de pop y pop rock, con influencias notables de estilos como el pop de los noventa, el pop clásico, el rock alternativo y el grunge.

## Lista de canciones
Todas las letras escritas por Conan Gray.
| Wishbone |                   |              |          |  |
| N.º      | Título            | Música       | Duración |  |
| 1.       | «Actor»           |              | 3:44     |  |
| 2.       | «This Song»       | Ethan Gruska | 3:33     |  |
| 3.       | «Vodka Cranberry» |              | 4:05     |  |
| 4.       | «Romeo»           |              | 3:32     |  |
| 5.       | «My World»        |              | 3:44     |  |
| 6.       | «Class Clown»     |              | 3:17     |  |
| 7.       | «Nauseous»        |              | 3:43     |  |
| 8.       | «Caramel»         |              | 3:54     |  |
| 9.       | «Connell»         |              | 3:32     |  |
| 10.      | «Sunset Tower»    |              | 3:18     |  |
| 11.      | «Eleven Eleven»   |              | 3:29     |  |
| 12.      | «Care»            |              | 3:28     |  |
| 43:19    |                   |              |          |  |

## Personal
Créditos adaptados de Tidal.

### Músicos
- Conan Gray: voz (todas las pistas), coros (pistas 4, 5, 11, 12), silbido (4), guitarra acústica (7)
- Daniel Nigro: guitarra acústica (1, 3, 8, 11, 12); coros, guitarra eléctrica (1, 3, 8, 12); percusión (1, 3, 8), bajo (1, 3, 11), arreglos de cuerdas (1, 3), programación (1, 8, 11, 12), Mellotron (1), guitarra slide (4), teclados (11)
- Sterling Laws: batería (1, 3)
- Paul Cartwright: viola, violín (1); arreglos de cuerdas (10), cuerdas (12)
- Rob Moose: viola, violín (2, 3, 5, 6, 9); arreglos de cuerdas (2, 5, 6, 9)
- Ethan Gruska: bajo, guitarra, percusión, programación (2, 5, 6, 9); teclados (5, 6, 9), marxophone (6, 11)
- Matt Chamberlain: batería (2, 5, 6, 9)
- Lily Elise: coros (3)
- Noah Conrad: guitarra acústica, percusión, programación (4, 7, 11, 12); batería (4, 7, 11); coros, banjo, trompeta (4); guitarra eléctrica, teclados (7, 11, 12); bajo (7, 12)
- Pera Krstajić: bajo (4)
- Meg Duffy: guitarra eléctrica (5, 6)
- Jon Buscema: bajo, batería, guitarra (8)
- Alexander 23: guitarra (8)
- Kane Ritchotte: batería (9)
- Dylan Day: guitarra eléctrica (9)
- Gabe Noel: contrabajo (9)
- Elvira Anderfjärd: bajo, batería, teclados, percusión, arreglos de cuerdas, cuerdas (10)
- Luka Kloser: bajo, batería, guitarra, teclados, percusión, arreglos de cuerdas (10)
- Adam Melchor: coros (11)
- Lily Aron: voz, coros (12)
- Aksel Coe: batería (12)

### Técnico
- Mitch McCarthy: mezcla (1–3, 5–7, 9–12)
- Serban Ghenea: mezcla (4)
- Mark "Spike" Stent: mezcla (8)
- Daniel Nigro: ingeniería (1, 3, 4, 8, 11, 12)
- Chris Kasych: ingeniería (1, 8)
- Jon Buscema: ingeniería (1, 8)
- Ethan Gruska: ingeniería (2, 5, 6)
- Rachel White: ingeniería (2, 5, 6)
- Will Maclellan: ingeniería (2)
- Noah Conrad: ingeniería (4, 7, 11, 12)
- Elvira Anderfjärd: ingeniería (10)
- Luka Kloser: ingeniería (10)
- Aksel Coe: ingeniería (12)
- Rob Moose: ingeniería de cuerdas (2, 3, 5, 9)
- Bryce Bordone: mezcla adicional (4)